# Concile de Bari
Le concile de Bari s'ouvre en octobre 1098, lors de la première croisade, par le pape Urbain II. Il réunit 185 évêques, à la fois catholiques et orthodoxes.

## Concile
La trace écrite officielle de ses lois a été perdue, mais a été partiellement reconstituée à partir d'autres archives. Il est parfois présenté comme une vaine tentative de faire face à la séparation des Églises d'Orient et d'Occident, ayant commencé à émerger entre l'Église catholique ainsi que les Églises orthodoxes de culture grecque, mais il est beaucoup plus probable que les "évêques grecs" ayant été présents furent les évêques locaux du sud de l'Italie dont certains avaient été gouvernés par Constantinople aussi récemment que 1071,. Sous la pression de leurs seigneurs normands, ces Grecs italiens semblent avoir accepté la suprématie papale ainsi que la théologie d'Anselme concernant la justesse de l'usage de l'Église occidentale du pain azyme dans l'Eucharistie et son inclusion de la clause filioque au récit du symbole de Nicée de la procession du Saint-Esprit,. Le concile condamna Guillaume le Roux, ayant contraint Anselme, l'archevêque de Cantorbéry, à l'exil. Eadmer attribua à Anselme le fait d'avoir retenu le pape de l'excommunier, bien que certains l'attribuèrent à la nature politique d'Urbain,.

## Conséquences
Le concile fut dominé par ses membres catholiques et voua à l'anathème ceux n'ayant pas approuvé les opinions d'Anselme à propos du filioque ainsi que l'usage du pain azyme dans l'Eucharistie. Il n'eut aucune conséquence sur la réunion des églises grecques et romaines, mais semble avoir standardisé avec succès la pratique de l'église au sein des terres normandes du sud de l'Italie.